# Jesper Björnlund
Jesper Björnlund (* 30. Oktober 1985 in Jukkasjärvi) ist ein schwedischer Freestyle-Skier. Er ist auf die Buckelpisten-Disziplinen Moguls und Dual Moguls spezialisiert.

## Biografie
Nach zwei Saisons im Europacup debütierte Björnlund am 15. Januar 2005 im Freestyle-Skiing-Weltcup und erreichte in Lake Placid den 23. Platz. Zwölf Tage später stieß er erstmals unter die besten zehn vor. In der Saison 2005/06 erzielte er im Weltcup zwei Top-10-Platzierungen, sein bestes Ergebnis war jedoch der fünfte Platz bei den Olympischen Winterspielen 2006. In den drei folgenden Wintern konnte Björnlund nur sporadisch gute Ergebnisse vorweisen, fiel aber bei der Weltmeisterschaft 2009 in Inawashiro mit einem sechsten Platz im Dual-Moguls-Wettbewerb auf.
Weitgehend unerwartet gewann Björnlund am 11. Dezember 2009 in Suomu sein erstes Weltcuprennen und bestätigte dieses Ergebnis am darauf folgenden Tag mit einem weiteren Sieg. In der Saison 2009/10 blieb er mit einer Ausnahme stets unter den besten zehn, bei den Olympischen Winterspielen 2010 belegte er den achten Platz.

## Erfolge

### Olympische Spiele
- Turin 2006: 5. Moguls
- Vancouver 2010: 8. Moguls

### Weltmeisterschaften
- Ruka 2005: 15. Moguls, 17. Dual Moguls
- Madonna di Campiglio 2007: 34. Dual Moguls, 39. Moguls
- Inawashiro 2009: 6. Dual Moguls, 28. Moguls
- Deer Valley 2011: 11. Moguls, 12. Dual Moguls

### Weltcupsiege
Björnlund errang bis jetzt 4 Podestplätze, davon 3 Siege:
| Datum             | Ort   | Land     | Disziplin |
| ----------------- | ----- | -------- | --------- |
| 11. Dezember 2009 | Suomu | Finnland | Moguls    |
| 12. Dezember 2009 | Suomu | Finnland | Moguls    |
| 12. März 2010     | Åre   | Schweden | Moguls    |

## Weitere Erfolge
- 1 schwedischer Meistertitel (2010)
- 5 Siege in FIS-Rennen
- 2 Siege im Europacup